# 35. личка дивизија НОВЈ
Тридесетпета личка ударна дивизија НОВЈ формирана је 30. јануара 1944. године наредбом Главног штаба НОВ и ПО Хрватске. При формирању, у њен састав су ушле Прва и Друга бригада Оперативног штаба за Лику. У њено саставу налази су се још и Лички партизански одред, батаљон „Плави Јадран“ и Артиљеријски дивизион.
При формирању је имала 2662 борца. Била је у саставу Једанаестог хрватског корпуса НОВЈ.

## Борбени пут 35. личке дивизије
У фебруару и марту 1944. дивизија је изводила мање нападе у рејону Оточца и успешно одбијала честе испаде јединица 4. усташког здруга на слободну територију Лике. Оштре борбе против усташа и Немаца водила је код Рамљана, Широке Куле и Гостоваче, ноћу 30/31. марта у селима око Оточца. Делови дивизије су 22. априла одбили напад делова 846. пука немачке 392. легионарске дивизије и 19. усташке бојне код Бабиног Потока, од 26. априла до 2. маја водили жестоке борбе на простору Црна Власт, Врховине и Залужница, 5. маја разбили 35. усташку бојну и ослободили Рамљане те тиме поновно угрозили саобраћај непријатеља на комуникацији Оточац–Госпић. Штаб немачког 15. брдског армијског корпуса је ради тога са девет батаљона немачке 392. и 373. легионарске дивизије, 4. усташким здругом, 1. пуком „Бранденбург“, 92. моторизованим пуком и четничким Медачким одредом 7. маја отпочео операцију „Моргенштерн“, да би уништио 35. дивизију и делове Осме кордунашке дивизије и запосео слободну територију Лике. Концентричним нападом из Госпића, Перушића, Врховина, Бихаћа, Лапца и осталих места према Крбавском пољу, непријатељ је привремено овладао слободном територијом Лике и опустошио ју. Јединице 35. и 8. дивизије избегле су одсудне сукобе и 20. маја поновно заузеле Крбавско поље и Кореницу. У тим је борбама око 200 рањеника и преко 12.000 цивила спашено пребацивањем на Велебит. Јуна месеца, дивизија је водила борбе против делова немачке 392. легионарске дивизије и 4. усташког здруга, који су из Врховина, Перушића, Госпића и Грачаца упадали на слободну територију.
У међувремену, 15. јуна 1944. године извршена је реорганизација дивизије. Њена 2. бригада је расформирана, а у саставу дивизије ушле су 3. бригада 13. дивизије и 3. бригада 19. дивизије, као њене Друга односно Трећа бригада. Батаљон „Плави Јадран“ изашао је из 35. дивизије. Дивизија је тада имала 3.438 бораца.
Јединице дивизије заузеле су 4. јула Личко Петрово Село, 9. јула уз подршку савезничке авијације напале 4. усташки здруг и делове 3. домобранског посадног здруга, заузеле Рибник, Будак, Широку Кулу и Перушић, и одбациле непријатеља западно од комуникације Оточац–Госпић. Дана 10. јула три батаљона немачке 392. легионарске дивизије и пет батаљона 4. усташког здруга извршили су противнапад и до 14. јула потиснули 35. дивизију на северозападну ивицу Крбавског поља, али су истог дана јединице 35. дивизије снажним налетом принудиле непријатеља на повлачење у полазне гарнизоне. У наставку дејстава на комуникацији Бихаћ–Врховине, дивизија је 17. јула ослободила Пријебој и поновно повезала слободне територије Лике и Кордуна. Дивизија је 7. августа из заседе на путу Доњи Лапац–Добросело уништила немачку колону од 26 камиона с материјалом. Око 6.000 непријатељских војника (Немци, усташе и четници) отпочели су 8. августа напад на 35. дивизију и делове 8. дивизије на Крбавском пољу. Водећи тешке борбе, непријатељске снаге прошле су кроз целу слободну територију Лике.
Од 5. до 7. септембра, јединице 35. дивизије водиле су тешке борбе у рејону Бихаћа и Љубова, 6. септембра разбиле су једну чету 19. усташке бојне и 40 припадника усташке милиције у Дабру, 7. септембра ослободиле Шкаре и Главаце код Оточца, 15. септембра Косињ, 21. септембра Широку Кулу, Јањче, Лички Осик и Перушић, које је због противнапада јачих усташких снага дивизија напустила и повукла се према Крбавском пољу. Њене јединице су 4. октобра поновно ослободиле Широку Кулу, 7. октобра напале усташку и немачку посаду у Врховинама, 14. октобра код Широке Куле разбиле делове 31. и 34. усташке бојне, али су противнападом од око 800 усташа из 1. усташке бојне 4. усташког здруга одбачене. Дана 15. новембра јединице 35. дивизије ослободиле су Ловинац, 19. децембра заједно са деловима 13. дивизије НОВЈ су код Грачаца уништиле немачки здружени одред јачине од око 1400 војника, ослободиле то место и нанеле непријатељу губитке од 260 погинулих, 45 рањених и 826 заробљених. Заплењена је и велика количина војне опреме. За тај је успех 35. дивизија била похваљена 14. децембра 1944. од Врховног команданта НОВ и ПОЈ, Јосипа Броза Тита. Наредбом Главног штаба НОВ и ПО Хрватске од 20. децембра 1944. дивизија је проглашена ударном.
Јединице 35. дивизије су 6. јануара 1945. водиле борбу код Плитвичког Љесковца, од 11. до 18. фебруара заједно са 13. и 8. дивизијом НОВЈ одбијале нападе јаких немачких и усташко-домобранских снага код Личког Петровог Села, Дрежник-Града и Личке Јесенице. Заједно са јединицама 8. дивизије 16. марта после тродневних борби ослободиле су Селиште, Чатрњу и Смољанац (код Дрежник-Града), одбациле немачке снаге у правцу Личког Петровог Села и нанеле им губитке од 87 погинулих, 125 рањених и 43 заробљена. Од 20. до 28. марта 35. дивизија учествовала је у борбама за ослобођење Бихаћа.
Непосредно после тога, расформирана је 2. априла 1945. године. Њена Прва бригада преименована је у Прву самосталну личку бригаду, а борцима 2. и 3. ударне бригаде попуњене су јединице 13. приморско-горанске дивизије и 11. корпуса ЈА.